# Колин, Пабло
Пабло Колин Мартинес (исп. Pablo Colín Martínez; род. 29 июня 1937, Пачука-де-Сото) — мексиканский легкоатлет, специалист по спортивной ходьбе. Выступал за сборную Мексики по лёгкой атлетике в конце 1960-х годов, обладатель серебряной медали центральноамериканского и карибского чемпионата, участник летних Олимпийских игр в Мехико.

## Биография
Пабло Колин родился 29 июня 1937 года в городе Пачука-де-Сото штата Идальго, Мексика.
Первого серьёзного успеха в лёгкой атлетике на международном уровне добился в сезоне 1967 года, когда вошёл в состав мексиканской сборной и выступил на домашнем чемпионате Центральной Америки и Карибского бассейна в Халапе, где выиграл серебряную медаль в зачёте ходьбы на 20 км, уступив только своему соотечественнику Хосе Педрасе. Позднее также стартовал в ходьбе на 50 км на Панамериканских играх в Виннипеге, с результатом 5:15:07 занял последнее пятое место.
Благодаря череде успешных выступлений в 1968 году удостоился права защищать честь страны на летних Олимпийских играх в Мехико — в программе 50 км показал время 5:01:30, расположившись в итоговом протоколе соревнований на 25-й строке.
В 1970 году установил свой личный рекорд в ходьбе на 50 км — 4:21:43.
Приходится старшим братом легкоатлетам Доминго Колину и Марселино Колину, так же успешно выступавшим в спортивной ходьбе.